# You (Burkina Faso)
Pour les articles homonymes, voir You.
You (ou Yu) est une localité du Burkina Faso située dans le département de Titao, la province du Loroum et la région du Nord.

## Climat
You est doté d'un climat de steppe sec et chaud, de type BSh selon la classification de Köppen, avec des moyennes annuelles de 28,4 °C pour la température et de 540 mm pour les précipitations.

## Population
Lors du recensement de 2006, on y a dénombré 5 230 habitants. 